# Waldkirchen
Waldkirchen (česky Kostelec) je město v německé spolkové zemi Bavorsko, v zemském okrese Freyung-Grafenau ve vládním obvodu Dolní Bavorsko. Žije zde přibližně 11 tisíc obyvatel.

## Historie
Osada Waldkirchen vznikla jako jedno z odpočívadel na Zlaté stezce. První písemná zmínka pochází z roku 1203. V roce 1458 byl Waldkirchen v ohrožení od vojenských oddílů  Mikuláše Kaplíře ze Sulevic, kterému tehdy patřilo Vimperské panství. V návaznosti  na to pasovský biskup nechal městečko ohradit zdí s deseti věžemi a dvěma branami; část opevnění se dochovala, případně byla rekonstruována.
Waldkirchen získal status města dne 16. září 1972.

## Turismus
- Aquapark Karoli – letní koupaliště[5]
- Cyklistická stezka na zrušené železnici Waldkirchen – Haidmühle[6]
- Erlauzwieseler See – jezero o rozloze 7,68 ha a lázeňský park[7]
- Přírodní rezervace – soutěska Saußbachklamm (turistická stezka)[8]

## Partnerská města
- Prachatice, Česko
- Volary, Česko
- Serrara Fontana, Itálie
- Grainet, Německo
- Landshut, Německo